# Verein für landwirtschaftliche Berufsausbildung
Der Verein für landwirtschaftliche Berufsausbildung war eine rechtsradikale Tarnorganisation, die in der Frühphase der Weimarer Republik von Herbst 1921 bis Herbst 1922 als Nachfolgeorganisation des Freikorps Roßbach bestand. Die Organisation ist heute vor allem noch deshalb bekannt, da einige ihrer Angehörigen, darunter der spätere De-facto-Stabschef von Adolf Hitler, Martin Bormann, sowie der spätere Kommandant des Vernichtungslagers Auschwitz, Rudolf Höß, nach der offiziellen Auflösung, bei faktischem Noch-Weiterbestehen des Vereins, den Parchimer Fememord begingen, bei dem sie ein Vereinsmitglied als vermeintlichen Verräter umbrachten.

## Geschichte
Im Herbst 1921 entschied die Reichsregierung, die letzten zu dieser Zeit noch verbliebenen Freikorps zwangsweise aufzulösen. Am 24. November 1921 wurde infolgedessen die „Bekanntmachung, betreffend die Auflösung der Organisationen Roßbach, Hubertus, Aulock, Heydebreck und Oberland“ im Reichsgesetzblatt (RGBl. 1921 II, S. 1370) veröffentlicht.
Das Freikorps Roßbach, das weithin als das stärkste und aktivste der 1921 noch verbliebenen Freikorps galt, schuf daraufhin eine Reihe von Ersatzorganisationen, darunter auch den Verein für landwirtschaftliche Berufsbildung. Dieser wurde am 15. Dezember 1921 als "eingetragener Verein" in Wismar gegründet. Die Gründung war zuvor während einer in Berlin abgehaltenen Versammlung von Arbeitgebern aus Mecklenburg, Pommern, Mittel- und Oberschlesien beschlossen worden. Im Rahmen des neuen Vereins wurden Mitglieder des bisherigen Freikorps Roßbach bzw. der Arbeitsgemeinschaft Roßbach im landwirtschaftlichen Bereich, zumeist auf Gütern in Mecklenburg, Pommern und Schlesien als Landarbeiter oder landwirtschaftliche Auszubildende beschäftigt.
Der Verein, an dessen Spitze ein Vorstand mit einem Direktor, war insbesondere im Gebiet der Provinz Mecklenburg aktiv. Eine weitgehend analoge Gründung, die Roßbach in der Provinz Schlesien schuf, war der Verein schlesischer Landwirte zur Ausbildung einheimischer Arbeiter zur Landarbeit als Ersatz für ausländische Schnitter.
Das Gesamtgebiet, in dem die Mitglieder des Vereins ihren Wohnsitz hatten, wurde in Bezirke eingeteilt, wobei den einzelnen Bezirken ein Bezirksvorstand stand.
Der Verein widmete sich neben der Ausbildung von Personen für die Arbeit in der Landwirtschaft auch der Sicherung von Grundbesitzern und ihrem Eigentum und dem Schutz landwirtschaftlicher Betriebe gegen störende Eingriffe. In der Praxis bekämpften die Mitglieder des Vereins als Schutztruppe und Ersatzarbeitskräfte insbesondere streikende oder aufbegehrende Arbeiter. Den Vereinsmitgliedern war gemäß den Statuten die Beteiligung an Streiks verboten bzw. war das Streikrecht innerhalb der Organisation aufgehoben.
Sonntags veranstalteten die Gruppen des Vereins zumeist sogenannte „Sportfeste“, als Deckmantel für militärische Übungen.
Im November 1922 wurde der Verein schließlich durch die Regierung des Landes Mecklenburg-Schwerin durch eine Bekanntmachung vom 21. November 1922 (Bekanntmachung vom 21. November 1922, betreffend Auflösung des Vereins für landwirtschaftliche Berufsausbildung) verboten, mit Zustimmung der Reichsregierung. Grundlage des Verbots war der §1 des Gesetzes zur Durchführung der Artikel 177/178 des Friedensvertrages vom 22. März 1922 (RGBl. S. 235). Wer sich an dem aufgelösten Verein als Mitglied beteiligte, wurde mit bis zu 50.000 Reichsmark oder mit Festungshaft bis zu 3 Monaten oder Gefängnis bedroht.
Der Verein setzte seine Tätigkeit nach der offiziellen Auflösung noch eine Weile de facto als "Abwicklungsstelle" fort. Dabei warb die Abwicklungsstelle beständig neue Arbeitskräfte an und brachte sie auf mecklenburgischen Gütern unter. Diese Kräfte wurden ihr von der Zentrale der Roßbach-Organisationen in Berlin-Wannsee vermittelt.
Nach dem Verbot des Vereins traten viele Roßbach-Anhänger, die dem Verein bisher angehört hatten, im Herbst 1922 in andere Roßbach-Organisationen ein oder sie gingen zur NSDAP und ihrem Straßenkampfverband, der SA, über.

## Bekannte Mitglieder
- Martin Bormann (1900–1945), Funktionär der NSDAP
- Bruno Fricke (1900–1985), politischer Aktivist (NSDAP, Schwarze Front)
- Rudolf Höß (1901–1947), SS-Obersturmbannführer, Kommandant des Konzentrationslagers Auschwitz
- Walter Kadow